# Comunitat de comunes del País Guerchais
La Comunitat de comunes del País Guerchais (en bretó Kumuniezh kumunioù Bro Werc'h) és una estructura intercomunal francesa, situada al departament de l'Ille i Vilaine a la regió Bretanya, al País de Vitré. Té una extensió de 88,61 kilòmetres quadrats i una població de 7.884 habitants (2006).

## Composició
Agrupa 8 comunes :
1. Availles-sur-Seiche
2. Drouges
3. La Guerche-de-Bretagne
4. Moulins
5. Moussé
6. Moutiers
7. La Selle-Guerchaise
8. Visseiche